# Marthula
Marthula is een geslacht van vlinders van de familie tandvlinders (Notodontidae).

## Soorten
- M. agathanzela Schaus, 1933
- M. albopunctata Dognin, 1909
- M. castrensis Schaus, 1906
- M. cynrica Schaus, 1928
- M. grisescens Schaus, 1906
- M. hirsuta Schaus, 1906
- M. luteopunctata Dognin, 1904
- M. minna Schaus, 1906
- M. minor Thiaucourt, 1980
- M. multifascia Walker, 1856
- M. pleione Schaus, 1892
- M. porioni Thiaucourt, 1980
- M. quadrata Walker, 1856
- M. rufescens Schaus, 1910
- M. thoreda Schaus, 1928